# شاه حسین خورشیدی
شاه حسین خورشیدی هجدهمین حاکم دودمان اتابکان لر کوچک و فرزند ملک عزالدین حسین سوم است. او پس از مرگ برادرش سیدی احمد به مدت طولانی بر لر کوچک حکومت کرد.

## حکومت
دایرةالمعارف بزرگ اسلامی دربارهٔ او می‌نویسد: «پس از سیدی احمد برادرش شاه حسین به حکومت رسید. وی پس از مرگ تیمور از ضعف دولت بهره برد و بارها نواحی همدان، گلپایگان و اصفهان را مورد تاخت و تاز قرار داد. او پس از مرگ ابوسعید گورکان همدان را نیز تسخیر کرد و به شهر زور لشکر کشید.»

## اقدامات
به تخت رسیدن شاه حسین با اوضاع نابسمان ایران و جنگ‌های داخلی همراه بود که به قدرت رسیدن آق‌قویونلوها و سقوط تیموریان را دربرداشت، همراه شد. شرف خان بدلیسی در کتاب شرفنامه می‌نویسد:
از فعالیت‌های سیاسی اتابک شاه حسین از لشکرکشی‌های وی به سرزمین‌های مجاور گزارش شده‌است. بخشی از لشکرکشی‌های اتابک به منطقهٔ اصفهان بود که تا گلپایگان پیشروی نمود. —شرف خان بدلیسی، شرفنامه

## مرگ و جانشینی
شاه حسین خورشیدی در سال ۸۷۳ قمری به شهر زور همدان لشکر کشید. او در یک حمله غافل‌گیر کننده توسط کورعلی پسر علی‌شکر رئیس ترکان بهارلو کشته شد. پس از مرگ شاه حسین خورشیدی فرزندش شاه رستم جانشین او شد.